# Lía Méndez
Lía Victoria Méndez (Buenos Aires, 29 de junio de 1950) es una política y abogada argentina. Se desempeña profesionalmente como abogada mediadora. Es una referente del Partido Humanista de Argentina y por este partido fue elegida legisladora porteña en el período 2000-2003. Entre 2012 y 2015 trabajó como directora general de Relaciones Institucionales del Senado de la Nación. También ha incursionado en radio, conduciendo actualmente el programa "Quererse libre", los viernes a las 11 por Radio Caput.

## Trayectoria Política
Lía Méndez comenzó su participación en el Movimiento Humanista a principios de los años 1980. En 1984 con el organismo en el que participaba, la Comunidad para el Desarrollo Humano y otros miembros fundó el Partido Humanista. En 1994 fue elegida Secretaría General del Partido Humanista de Argentina.
Participó en las Elecciones presidenciales de Argentina de 1995 como candidata a Presidenta de la Nación, siendo la primera candidata mujer a Presidenta de la Nación de la Historia política de Argentina.
En el año 2000 fue elegida por el pueblo de la Ciudad Autónoma de Buenos Aires como legisladora porteña, cargo que desempeñó hasta cumplir su mandato en el año 2003. 
En 2011 fue candidata a legisladora por la Ciudad Autónoma de Buenos Aires en las elecciones de 2011 en el Frente para la Victoria.

## Labor legislativa
Mientras desempeñó su cargo en la Legislatura de la Ciudad de Buenos Aires, donó a escuelas y hospitales el 80% de su sueldo, además de presentar más de 20 proyectos, tales como: Desarrollo de la Ciencia y la Tecnología, Emergencia Educativa, Generación de Empleo, Ley de Educación Humanista, Propiedad Participada de los Trabajadores, Responsabilidad Política y Sistemas Barriales de Salud. 

## Publicaciones
Lía Méndez ha colaborado en periódicos nacionales como columnista invitada, exponiendo el pensamiento humanista en temas de actualidad política. 

## Elecciones nacionales 2009
Lía Méndez se presentó como candidata a Diputada Nacional por la Ciudad Autónoma de Buenos Aires por el Encuentro Popular para la Victoria conformado por el Partido Humanista, el partido gobernante a nivel nacional, el Frente para la Victoria, el Partido Solidario, el Partido Comunista de Argentina, entre otros partidos.

## Elecciones porteñas 2011
Lía Méndez, como figura más visible del Partido Humanista, desde 2010 ha participado en actos públicos con los aliados del Partido Humanista de Argentina a nivel distrital, mostrándose junto al Senador por la Ciudad de Buenos Aires Daniel Filmus.
En 2011 participa en diferentes actividades en el armado político de uno de los precandidatos a Jefe de Gobierno porteño, el entonces Ministro de Economía de la Nación Amado Boudou.
El 28 de mayo de este año se confirmó su candidatura a Legisladora Porteña por la lista de adhesión del Frente para la Victoria, encabezada por el actual legislador porteño Juan Cabandié, acompañando la fórmula de Daniel Filmus -  Carlos Tomada para Jefe y Vicejefe de Gobierno Porteño.
En las elecciones realizadas el 10 de julio la lista de legisladores del Frente para la Victoria alcanzó el 14,06% de los sufragios, cantidad que no alcanzó para que la humanista obtuviese una banca en la Legislatura de la Ciudad de Buenos Aires.

## Elecciones legislativas 2013
Lía Méndez participó como candidata a Legisladora de la Ciudad Autónoma de Buenos Aires integrando la lista del Frente para la Victoria en representación del Partido Humanista junto a Leonardo Blanco.

## Para más información
- Página web oficial.
- Blog oficial
- Página de Facebook
- Página del Partido Humanista de Argentina

- Datos: Q5985328